# Пражская весна
«Пра́жская весна́» (чеш. Pražské jaro, словац. Pražská jar) — период либерализации в ЧССР с 5 января по 21 августа 1968 года, связанный с избранием первым секретарём ЦК КПЧ Александра Дубчека и его реформами, направленными на расширение прав и свобод граждан и децентрализацию власти в стране. Период закончился военной оккупацией страны войсками стран Варшавского договора.
Своё название этот период истории Чехословакии получил по названию статьи Мориса Дюверже в газете «Le Monde», опубликованой 29 марта 1968 года.

## Краткая характеристика событий
Реформы Дубчека, провозглашавшие «социализм с человеческим лицом», были попыткой предоставить дополнительные демократические права гражданам: свободы слова, свободы передвижения, ослаблялся государственный контроль над СМИ.
Курс на изменения в политической и культурной жизни, реформы в исполнительной власти не были одобрены СССР, после чего на территорию ЧССР были введены  войска Организации Варшавского договора для подавления протестов и манифестаций, что породило волну эмиграции из страны.
После ввода войск и подавления протестов Чехословакия вступила в период «нормализации»: последующие руководители пытались восстановить политические и экономические ценности, преобладавшие до получения контроля над Коммунистической партией Чехословакии Дубчеком. Густав Гусак, который заменил Дубчека и позднее стал президентом, отменил почти все его реформы.
Пражская весна повлияла на развитие музыки и литературы. Свой отпечаток она оставила в работах Вацлава Гавела, Карела Гусы, Карела Крыла, Яна Шванкмайера, а также в романе Милана Кундеры «Невыносимая лёгкость бытия».
После всенародного обсуждения о разделении страны на федерацию трёх республик (Богемии, Моравии-Силезии и Словакии) Дубчек курировал решение о разделе на две части — на Чешскую и Словацкую республики. Это единственное изменение, которое пережило конец Пражской весны.

## История
24 декабря 1967 года первым секретарём КПЧ был избран словак Александр Дубчек.
В результате внутрипартийной борьбы 4 января 1968 года «реформистское крыло» сместило Антонина Новотного с поста 1-го секретаря Центрального Комитета КПЧ, однако он сохранил за собой пост президента Чехословакии. У «руля партии» встал словак Александр Дубчек. Он не стал препятствовать кампании, развёрнутой в СМИ против президента и бывшего генсека как консерватора и врага реформ, и 28 марта 1968 года Новотный заявил об уходе и с поста президента, и из состава ЦК, а уже 30 марта новым президентом стал Людвик Свобода. Советское руководство не препятствовало смене власти, так как не доверяло Новотному. Однако с приходом Александра Дубчека процесс демократизации означал терпимость (в советской терминологии: «попустительство») к «антисоциалистическим взглядам» и настроениям, которые выплеснулись в прессе, по радио и телевидению.
23 марта на совещании шести коммунистических партий в Дрездене (СССР, Польши, ГДР, Болгарии, Венгрии и ЧССР) прозвучала критика реформ в Чехословакии, лидеры компартий Польши (Гомулка) и ГДР (Ульбрихт) назвали произошедшее в Чехословакии «ползучей контрреволюцией». Отмечалось, что компартия утрачивает авторитет, тогда как общество более склонно слушать интеллигентов — к примеру, Гольдштюкера.
После апрельского (1968 г.) Пленума ЦК КПЧ Дубчек назначил реформаторов на высшие руководящие посты: 8 апреля председателем правительства ЧССР стал Олдржих Черник, которого КГБ подозревали в связях с «диссидентскими кругами в интеллигенции», а вице-премьером стал Ота Шик. 18 апреля председателем Национального собрания ЧССР был избран Йозеф Смрковский. Министром внутренних дел был назначен Йозеф Павел, репрессированный в начале 1950-х и ставший после этого принципиальным противником политических преследований. Много сторонников реформ было избрано и в новый состав президиума и секретариата ЦК КПЧ.
Была существенно ослаблена цензура, повсеместно проходили свободные дискуссии, началось создание многопартийной системы. Было заявлено о стремлении обеспечить полную свободу слова, собраний и передвижений, установить строгий контроль над деятельностью органов безопасности, облегчить возможность организации частных предприятий и снизить государственный контроль над производством. Кроме того, планировалась федерализация государства и расширение полномочий органов власти субъектов ЧССР — Чехии и Словакии.
Было официально объявлено о реабилитации жертв политических репрессий конца 1940 — начала 1950-х, в том числе осуждённых по процессу Сланского (юридическая реабилитация состоялась в 1963, но решение принималось в тайне и не подлежало огласке). Пражскую весну с энтузиазмом поддержали бывшие репрессированные — например, Йозеф Павел и Мария Швермова. Но реабилитация касалась только репрессированных членов КПЧ, а не участников антикоммунистического сопротивления.

В первую очередь Пражскую весну «подогрело» известное письмо Александра Солженицына IV Всесоюзному съезду советских писателей, которое прочитали и в Чехословакии.— Из интервью уполномоченного по правам человека в Российской Федерации Владимира Лукина.
Рассчитывая на поддержку своих идей в широких слоях общества, весной 1968 года обновлённое руководство ЧССР разрешило создавать на предприятиях советы рабочего самоуправления. В апреле 1968 года соратниками Дубчека — Р. Рихтой, О. Шиком и П. Ауэспергом была выдвинута «Программа действий», где также значилось и требование «идейного плюрализма».

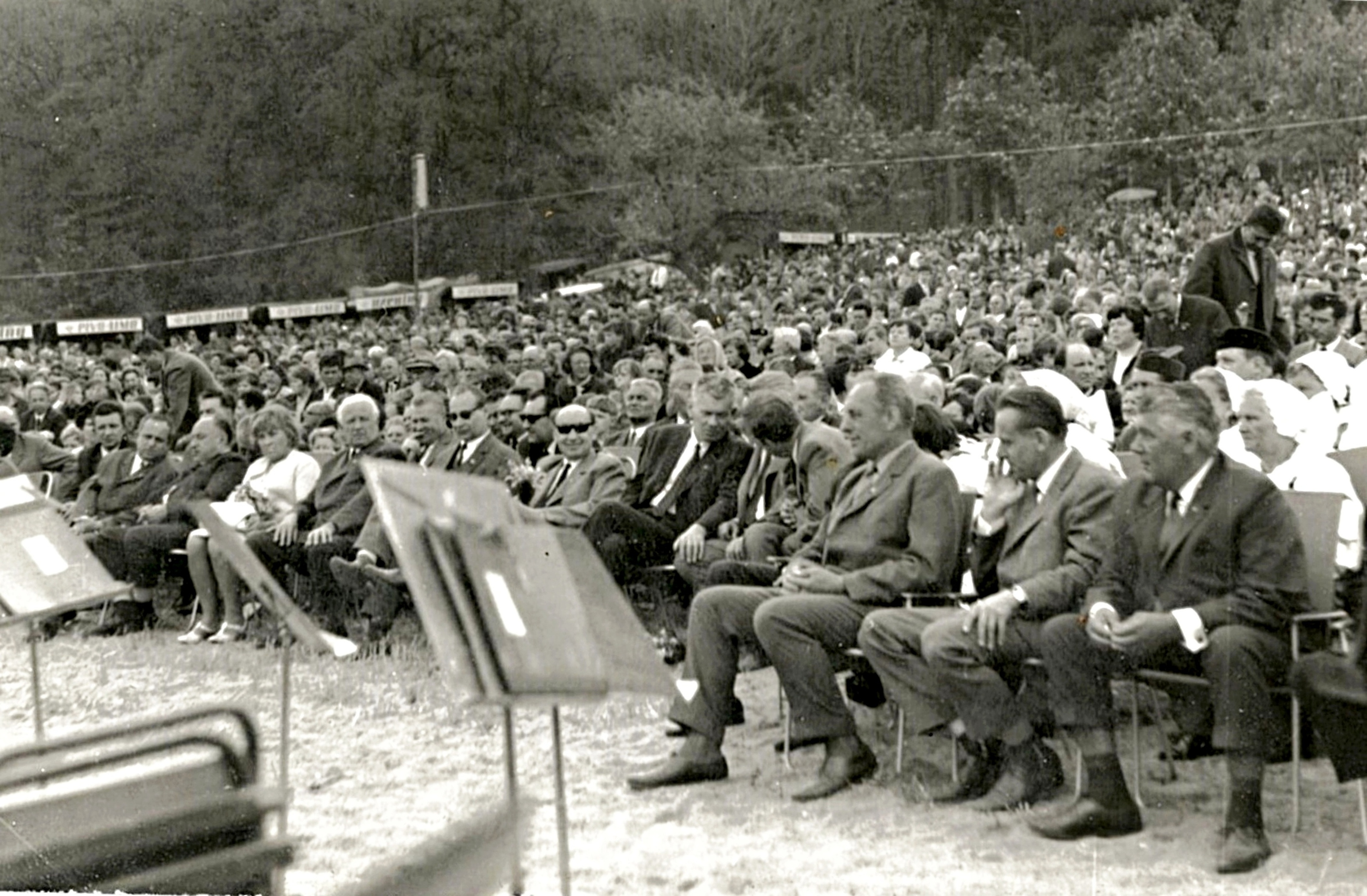
Представители Пражской весны Людвик Свобода, Александр Дубчек, Честмир Чисарж, Ольдржих Черник, Йозеф Смрковский и другие 10 мая 1968 года на митинге на горе Ржип близ Роуднице-над-Лабем

4 мая Брежнев принял делегацию во главе с Дубчеком в Москве, где остро раскритиковал положение в ЧССР. 8 мая созрел вариант советского вторжения в Чехословакию, однако лидер венгерских коммунистов Кадар предостерегал от развития событий по венгерскому сценарию.
13 июня 1968 года правительство разрешило восстановить Словацкую грекокатолическую церковь, в 1950 году вынужденную под давлением коммунистической власти перейти в православие. После подавления Пражской весны грекокатолическая церковь продолжила легально действовать. 27 июня 1968 года в пражской газете «Literární listy» писатель Людвик Вацулик опубликовал манифест «Две тысячи слов, обращённых к рабочим, крестьянам, служащим, учёным, работникам искусства и всем прочим», который подписали многие известные общественные деятели, в том числе и коммунисты (Иржи Ганзелка). В этом воззвании приветствовался «процесс демократизации», «прогрессивное крыло» чешских коммунистов и свобода слова, осуждалась партийная бюрократия, «старые силы» и возможное вмешательство «иностранных сил». Содержался призыв к формированию параллельных служб охраны правопорядка и возрождению Народного Фронта. Документ был особенно негативно воспринят руководством СССР.
Из ранее прекративших своё существовании партий заявку на своё воссоздание подала социал-демократическая партия Чехословакии. Однако более многочисленной была непартийная оппозиция (в июне 1968 года подали заявки на регистрацию более 70 политических организаций), которая потребовала создания многопартийной парламентской системы. Самые радикальные требования политической реформы выдвигал философ-неомарксист Иван Свитак и его сторонники.
15 июля руководители коммунистических партий направили открытое письмо в адрес ЦК КПЧ. Выступая по телевидению 18 июля, Дубчек призвал проводить «такую политику, чтобы социализм не утратил своё „человеческое лицо“. „Программа действий“ провозглашала курс на „демократическое обновление социализма“ и ограниченные экономические реформы. Было разрешено создавать политические клубы. С отменой цензуры появились новые органы печати и общественные объединения, в том числе KAN — „Клуб ангажированных беспартийных“ и „Клуб—231“ из бывших политических заключённых, осуждённых после 1948 года (по номеру закона 231/1948 об охране народной демократической республики, действовал два года; по всей Чехословакии было до 80 тысяч членов клуба). 29 июля — 1 августа состоялась встреча Президиума ЦК КПЧ и Политбюро ЦК КПСС в Чьерне-над-Тисоу.
Политические реформы Дубчека и его соратников (Ота Шика, Иржи Пеликана, Зденека Млынаржа и др.), которые стремились создать „социализм с человеческим лицом“, не представляли собой полного отхода от прежней политической линии, как это было в Венгрии в 1956 году, однако рассматривались руководителями СССР и ряда соцстран (ГДР, Польша, Болгария) как угроза партийно-административной системе Советского Союза и стран Восточной и Центральной Европы, а также целостности и безопасности „советского блока“ (по факту безопасности властной монополии и марксистской идеологии КПСС и гегемонизма СССР). Резкое недовольство выражала и консервативно-неосталинистская часть номенклатуры КПЧ во главе с Василем Биляком, Алоисом Индрой, Антонином Капеком, Олдржихом Швесткой, а также Драгомиром Кольдером (последний из перечисленных несколькими месяцами ранее был сторонником Дубчека). Оплотом контрреформистских сил сделалась Служба госбезопасности (StB), глава которой Вильям Шалгович занимал пост заместителя министра внутренних дел и вёл тайную подготовку государственного переворота.

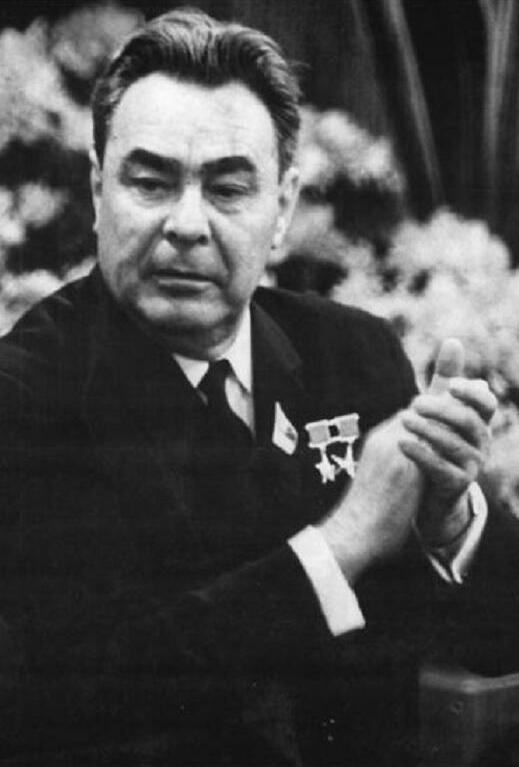
Леонид Брежнев. 1967 год

Немаловажное значение имела атмосфера нарастающего отчуждения между ЧССР и остальными странами социалистического содружества, что выражалось в их неуправляемой критике, включая персонально и высшее руководство (так, в 1968 году газеты и журналы изобиловали фельетонами, шаржами и карикатурами на грани корректности в адрес Л. И. Брежнева, А. Н. Косыгина, В. Ульбрихта, В. Гомулки и др.). Особенно болезненно там воспринималась критика отдельных явлений политической, экономической и общественной жизни в этих странах с подчеркиванием многих дефектов и недостатков прежде всего в СССР, началом которой можно считать знаменитый „Отчёт № 4“ И. Ганзелки и М. Зикмунда, составленный по заданию руководства КПЧ по итогам путешествия по СССР и направленный ими лично Л. И. Брежневу. Весьма негативную эмоциональную реакцию последнего вызвало неодобрение в 1965 году А. Новотным отставки Н. С. Хрущёва и связанных с нею обстоятельствах; также А. Новотный с 50-х годов постоянно отказывался обсуждать вопрос о размещении советских войск в Чехословакии. Отказ от безоговорочного восприятия советского опыта как образца (например, в докладе Ч. Цисаржа по случаю 150-летней годовщины со дня рождения К. Маркса), не говоря уж об игнорировании прямых указаний и „рекомендаций“, в частности, в кадровых вопросах, воспринимался руководством КПСС как открытый ревизионизм.
Часть правящей коммунистической партии — особенно на высшем уровне — выступала, однако, против какого бы то ни было ослабления партийного контроля над обществом, и данные настроения были использованы советским руководством в качестве предлога для отстранения реформаторов от власти. По мнению правящих кругов СССР, Чехословакия находилась в самом центре оборонительной линии Организации Варшавского договора, и её возможный выход из него был недопустим во время холодной войны.
Из интервью дипломата Валентина Фалина, в 1966—1968 годах возглавлявшего 2-й европейский (британский) отдел МИД СССР, журналу „Итоги“:
Задержусь на Пражской весне. Он [Л. И. Брежнев] поручил помощникам Александрову-Агентову, Блатову, а также мне обобщать все поступавшие материалы, равно как и отклики в прессе на развитие ситуации в ЧССР и дважды в день докладывать ему наши оценки. Нередко Леонид Ильич заходил к нам в небольшую комнату вблизи его кабинета и иронически спрашивал: „Все колдуете?“ Мы настойчиво повторяли, что издержек от силового вмешательства будет больше, чем прибыли. В ответ обычно слышалось: „Вы не всё знаете“. Действительно, нам не было известно, например, что 16 августа, то есть за четверо суток до нашего вторжения в ЧССР, Брежневу звонил Дубчек и просил ввести советские войска. Как бы чехи ни старались замолчать данный факт, запись телефонного разговора хранится в архиве.
В монографии „Пражская весна“ и международный кризис 1968 года: документы нет ни одного документа, подтверждающего это утверждение.
Мне не известны какие-либо документы, из которых следовало бы, что Дубчек вообще разговаривал по телефону с Брежневым 16 августа. При этом нам известно содержание всех заархивированных телефонных разговоров, в том числе двух, произошедших в критический период перед вторжением. Если бы содержание некоторых телефонных разговоров держалось в секрете, мы бы, по крайней мере, знали об их существовании — заявил соавтор публикации Стефан Карнер.
17 августа Дубчек встретился в Комарно с Яношем Кадаром, который указал Дубчеку, что ситуация становится критической. 18 августа главы социалистических стран окончательно согласовали план военного вторжения.

## Кульминация протестов
По мере развития протестного движения и усиления антикоммунистических, антисоветских настроений в стране, вместо относительно нейтральных лозунгов и призывов предоставить больше политической свободы и демократии, постепенно стали применяться другие, более категоричные, к 20-м числам июля принявшие форму:
- «Иван, уходи домой!»
- «Твоя Наташа найдёт себе другого!»
- «Не по-чешски не говорить!»

Особо активно указанные лозунги декламировались на Вацлавской площади в Праге и на площади перед зданием Министерства иностранных дел в Братиславе (где проводились встречи высшего советского и чехословацкого партийно-государственного руководства), а также перед советскими представительствами в ЧССР. . В целом, позиции словацкой фракции внутри КПЧ можно охарактеризовать как ортодоксальные социалистические. По мнению историка А. И. Фурсова, именно указанное обстоятельство и спровоцированный лидерами протестующих накал межнациональной розни, выражающейся во фразах «Иван, уходи домой!» и тому подобных, а вовсе не боязнь советским руководством несогласованных реформ в социалистической стране, стало точкой невозврата при принятии окончательного решения о задействовании военных инструментов для урегулирования кризиса. Советское руководство было готово принять «социализм с чешской спецификой», а по сути капитализм с чешской спецификой, и закрыть глаза на целый ряд уже имеющихся капиталистических элементов в экономике и народном хозяйстве страны, таких как наличие практически ничем не ограниченной свободы внешнеэкономической деятельности для крупных национальных производственных объединений, разветвлённые воздушные маршруты национальных авиалиний, совершающих рейсов в капстраны больше, чем в СССР и страны соцориентации. Главными требованиями Политбюро ЦК КПСС к их коллегам из ЦК КПЧ, оглашёнными в ходе переговоров на высшем уровне состоявшихся 4 августа, были а) пресечь любую полемику о возможном выходе страны из состава ОВД, б) принять меры к прекращению антисоветских настроений на улицах. Временное затишье протестов, пришедшееся на 5 августа, вызвало у советского руководства иллюзию того, что КПЧ удалось урегулировать ситуацию самостоятельно, материалы с соответствующими заголовками («Планы империалистов сорваны!»), содержащие хвалебные реляции в адрес чехословацкого руководства вышли в центральных органах советской печати и радиовещания, а когда 6 августа демонстрации возобновились с ещё большим накалом под лозунгами немедленного выхода страны из состава ОВД и опять же «Иван, уходи домой!», стала очевидной несостоятельность текущего чехословацкого руководства в урегулировании внутренних дел, было отдано распоряжение Вооружённым Силам СССР, находившимся в готовности ко вводу войск, приступить к активной фазе войсковой операции. Определённую роль в усугублении кризиса сыграли приятельские отношения Брежнева с Дубчеком, — Брежнев до последнего момента говорил проявлявшим обеспокоенность лицам из своего окружения, что «верит Саше» и верит, что у того всё под контролем. Подходящий момент для урегулирования кризиса политическими способами к тому времени уже был упущен, таким образом для руководства СССР была создана патовая ситуация исключающая выигрышные варианты решения проблемы[нейтральность?].

## Операция «Дунай»
Период политического либерализма в Чехословакии закончился вводом в страну более 300 тыс. солдат и офицеров и около 7 тыс. танков стран Варшавского договора в ночь с 20 на 21 августа (отсюда две даты, встречающиеся в различных источниках). Накануне ввода войск Маршал Советского Союза Гречко проинформировал министра обороны ЧССР Мартина Дзура о готовящейся акции и предостерёг от оказания сопротивления со стороны чехословацких вооружённых сил. Из Польши был введён советско-польский контингент войск по направлениям: Яблонец, Острава, Оломоуц и Жилина; из ГДР — советский контингент войск с подготовкой к вводу немецкого (не введён) по направлениям: Прага, Хомутов, Пльзень, Карловы Вары. Из Венгрии входила советско-венгерско-болгарская группировка по направлениям: Братислава, Тренчин, Банска-Быстрица и др. Наиболее крупный контингент войск был выделен от СССР.
В 2 часа 21 августа на аэродроме «Рузине» в Праге высадились передовые подразделения 7-й воздушно-десантной дивизии. Они блокировали основные объекты аэродрома, куда стали приземляться советские Ан-12 с десантом и боевой техникой.
При известии о вторжении в кабинете Дубчека в ЦК КПЧ срочно собрался Президиум КПЧ. Большинство — семеро против четверых — проголосовали за заявление Президиума, осуждающее вторжение. К 4:30 21 августа здание ЦК было окружено советскими войсками и бронетехникой, здание заняли советские десантники и арестовали присутствовавших. Несколько часов Дубчек и другие члены ЦК провели под стражей десантников.
В 10:00 Дубчека, премьер-министра О. Черника, председателя парламента Й. Смрковского, членов ЦК КПЧ Й. Шпачека и Богумила Ши́мона, главу Национального фронта Ф. Кригеля вывели из здания ЦК КПЧ сотрудники КГБ и сотрудничавшие с ними сотрудники StB, затем на советских БТРах их вывезли на аэродром и доставили в Москву.
К концу дня 24 дивизии стран Варшавского договора заняли основные объекты на территории Чехословакии. Исполняя приказ Президента ЧССР и Верховного Главнокомандующего ВС ЧССР Людвика Сво́боды, чехословацкая армия не оказала сопротивления.
Благодаря подпольным радиостанциям, оповестившим о вводе войск, и листовкам на улицы Чехословакии были выведены люди. Они сооружали баррикады на пути продвижения танковых колонн, распространяли листовки с обращениями к населению выйти на улицы. Неоднократно имели место нападения на советских военнослужащих, в том числе вооружённые, — в частности, танки и бронетехнику гражданские лица забрасывали бутылками с зажигательной смесью.
В результате этих действий погибли 11 советских военнослужащих (в том числе один офицер), ранены и травмированы 87 (в том числе 19 офицеров). Выводились из строя средства связи и транспорта. По современным данным, в первый день вторжения погибли 58 граждан Чехословакии, всего в ходе вторжения было убито 108 и ранено более 500 граждан Чехословакии.
По инициативе Пражского горкома КПЧ на территории завода в Высочанах начались подпольные заседания XIV съезда КПЧ, правда, без делегатов из Словакии, не успевших прибыть. Высочанский съезд КПЧ обратился ко всем коммунистическим и рабочим партиям мира с просьбой осудить советское вторжение.
Первоначальный план Москвы предполагал арест реформаторов и создание «временного революционного правительства» из членов оппозиционной Дубчеку фракции во главе с Алоисом Индрой. Однако перед лицом всеобщего гражданского неповиновения, поддержанного решениями Высочанского съезда, и того факта, что президент Свобода категорически отказался узаконить предполагаемое правительство, Москва изменила свои намерения и пришла к выводу о необходимости договориться с законным чехословацким руководством.
23 августа в Москву вылетел Свобода вместе с вице-премьером Густавом Гусаком. 25 августа с Дубчеком и его товарищами начались переговоры, и 26 августа они завершились подписанием так называемого Московского протокола из 15 пунктов («Программа выхода из кризисной ситуации»), в целом на советских условиях. Протокол предполагал непризнание законности XIV съезда, сворачивание демократических преобразований и оставление в Чехословакии постоянного контингента советских войск (только после этого режим военной оккупации снимался).
Дубчек смирился с необходимостью подписания протокола, фактически ликвидировавшего завоевания «Пражской весны» и ограничивавшего суверенитет Чехословакии, видя в этом необходимую цену за предотвращение кровопролития. Из этого же исходили президент Свобода, прибывший в Москву и энергично настаивавший на подписании соглашения, и член чехословацкой делегации Густав Гусак, открыто перешедший на сторону Москвы и впоследствии за это назначенный генеральным секретарем ЦК КПЧ. Из всех членов «чехословацкой делегации» (как официально стала называться эта группа) подписать протокол отказался только Франтишек Кригель. За это его попытались задержать в СССР, но Дубчек и другие члены делегации отказались вылетать без него, и Кригель был спешно доставлен в аэропорт к самолёту.

## Обвинения в адрес сионистов
Антисемитизм некоторых контр-реформаторов привёл к тому, что в организации событий Пражской весны стали обвинять евреев (и в частности сионистов). В документе «Уроки кризисного развития в Компартии Чехословакии…», принятом на пленуме ЦК КПЧ в декабре 1970 года, было написано, что якобы главными силами «контрреволюции» были силы, активно выступавшие с позиции «сионизма, как одного из инструментов международного империализма». Среди самых видных евреев-«сионистов» назывались Ф. Кригель, И. Пеликан, А. Лустиг. Ранее, в 1968 году, руководство ЦК Польской рабочей партии во главе с Владиславом Гомулкой обвинило «сионистов» в организации студенческих протестов и организовало массовую депортацию евреев из Польши, которая была проведена с молчаливого согласия советского руководства.

## Протесты в СССР
Демонстрация 25 августа 1968 года, так называемая «демонстрация семерых», — одна из наиболее значительных акций советских диссидентов. Была проведена на Красной площади и выражала протест против введения в Чехословакию вооружённых сил Организации Варшавского договора и Советской армии.
Ещё десятки людей в России, Азербайджане, Казахстане, Латвии, Литве, Молдавии, Таджикистане, Узбекистане, Украине, Эстонии открыто выразили протест или несогласие с вторжением в Чехословакию. Протестовавших исключали из КПСС, увольняли с работы.

## Оценка событий
Андрей Кончаловский вспоминал:

Реформам и всем тенденциям либерализации пришел трагический конец, когда в Чехословакии коммунистический лидер Александр Дубчек почувствовал конъюнктуру и решился быть первым, проведя Пражскую весну (1968). Он начал в Чехословакии активный процесс реформирования всех структур государства и партии. Проект Дубчека относительно децентрализации экономики получил название «социализм с человеческим лицом». Мы смотрели тогда с удивлением, с восторгом на то, что происходило в Праге. В отличие от моих друзей из ЦК, которые опасались, что все это может привести к трагическим последствиям. Собственно, так и случилось. Советские сталинисты, воспользовавшись тем, что Чехословакия быстро становится на антисоветские позиции, ввели танки в эту страну и немедленно поставили крест на всех реформах в СССР, мотивируя тем, что подобные реформы могут привести к такой же катастрофе — возмущению советского народа против всей тоталитарной системы.

Я помню, как я встречал своего друга Колю Шишлина в аэропорту. Тот прилетал с переговоров между руководителями компартий СССР и Чехословакии. Он вышел ко мне с трагическим лицом. «Всё кончено, — сказал он. — Мы десять лет тихо „подбирались“ к окопам неприятеля (сталинистов), а этот идиот встал и „побежал“, всех нас выдав. Нашему поколению реформы сделать не удастся — про них надо забыть лет на двадцать».
21 августа объявлен в Чехии «Днём памяти жертв вторжения и последующей оккупации Чехословакии войсками государств Варшавского договора».

## В искусстве
- 1968 — «Братишка, закрывай ворота!» — песня чешского автора-исполнителя Карела Крыла[19]
- 1968 — «Танки идут по Праге» — стихотворение Евгения Евтушенко[20]
- 1968 — «Реквием» — симфония чешского композитора Любоша Фишера[англ.]
- 1968 — «Бессмертный Кузьмин» — песня Александра Галича[20]
- 1968 — «Музыка для Праги[англ.]» — симфония американского композитора чешского происхождения Карела Хусы[англ.]
- 1968 — «Песенка про старого гусака» — песня Булата Окуджавы[20][21]
- 1968 — «Что делать нам с тобой, моя присяга…» — четверостишие в рабочей тетради Александра Твардовского[22]
- 1968 — «Апокалипсис» — стихотворение Наума Коржавина[20]
- конец 1968 — начало 1969 — «Баллада о чистых руках» — песня Александра Галича[23]
- 1978 — «Ян Палах» — стихотворение Всеволода Некрасова[20]
- 1979 — «Я никогда не верил в миражи…» — стихотворение Владимира Высоцкого[24]
- 1981 — «Освободитель» — роман писателя Виктора Суворова[25]
- 1982 — «Невыносимая лёгкость бытия» — роман французского писателя чешского происхождения Милана Кундеры
- 1984 — «Некому берёзу заломати» — песня Александра Башлачёва[26]
- 1988 — «Невыносимая лёгкость бытия» — художественный фильм американского режиссёра Филипа Кауфмана
- 1989 - «Новая правда» - песня группы «Гражданская оборона»
- 1999 — «Уютные норки» — художественный фильм чешского режиссёра Яна Гржебейка[20]
- 2001 — «Бунтовщики» — художественный фильм чешского режиссёра Филипа Ренча[чеш.][20]
- 2004 — «Пражская весна» — песня группы «Запрещённые барабанщики»[27]
- 2006 — «Рок-н-ролл» — пьеса британского драматурга Тома Стоппарда[28]
- 2008 — «Английская клубника» — художественный фильм чешского режиссёра Владимира Дрги[чеш.][29]
- 2008 — «Пражская весна» — телевизионный фильм австрийского режиссёра Михаэля Крейхсля[нем.]
- 2009 — «Операция «Дунай[пол.]» — художественный фильм польского режиссёра Яцека Гломба[пол.]
- 2018 — «Ян Палах[чеш.]» — художественный фильм чешского режиссёра Роберта Седлачека[чеш.][30]
- 2024 — «Волны» — художественный фильм чешского режиссёра Иржи Мадла[чеш.]